# Крістоф Лесаж
Крістоф Лесаж (фр. Christophe Lesage; нар. 17 листопада 1962) — колишній французький тенісист.
Найвищу одиночну позицію світового рейтингу — 393 місце досяг 15 вересня 1986, парну — 193 місце — 6 липня 1987 року.
Найвищим досягненням на турнірах Великого шолома було 2 коло в змішаному парному розряді.

## Фінали челленджерів

### Парний розряд: 1 (0–1)
| Результат | Ранг | Дата     | Турнір                  | Покриття | Партнер             | Суперники                       | Рахунок  |
| --------- | ---- | -------- | ----------------------- | -------- | ------------------- | ------------------------------- | -------- |
| Поразка   | 1.   | Лип 1987 | Клермон-Ферран, Франція | Ґрунт    | Жан-Марк П'ясентіль | Мансур Бахрамі Клаудіо Медзадрі | 3–6, 5–7 |